# Louis-Paul Abeille
Pour les articles homonymes, voir Abeille (homonymie).
Louis Paul Abeille est un économiste physiocrate français né le 2 juin 1719 à Toulouse et décédé le 28 juillet 1807 à Paris. Il est le fils de Joseph Abeille, ingénieur du Roi, et de Madeleine de Labat.
Il reprend la charge d'ingénieur du Roi de son père et devient inspecteur général du commerce.
Il est le secrétaire de la Société d'agriculture, de commerce et des arts des États de Bretagne jusqu'en 1762.
Il est le frère de Marie-Françoise Abeille de Kéralio et l'oncle de Louise-Félicité de Kéralio.

## Biographie
Louis-Paul Abeille est né en juin 1719 à Toulouse. Il s’installa dès son jeune âge en Bretagne, où, après de brillantes études, il devient avocat au Parlement de Bretagne et achète la charge de procureur du Roi des maréchaussées. Protégé par Louis-René Caradeuc de la Chalotais, procureur général du Parlement de Bretagne il en devient son secrétaire. À ce titre il dresse la table générale par matières des registres du Parlement depuis sa création.
Intéressé par les questions économiques, il se joint au projet de création d’une Société d’agriculture, de commerce et des arts, et obtient un poste au sein du bureau central de Rennes. Il rédige les Corps d’Observations de la Société avec le Nantais Montaudouin de la Touche.
En juillet 1764, il est nommé conseiller au Contrôle général pour le commerce et les manufactures. En juin de l’année suivante, il est promu au poste d’inspecteur général des manufactures et du commerce. Le 19 décembre 1768, enfin, il obtient le poste de secrétaire du Bureau du commerce.
En octobre 1763, Louis-Paul Abeille publie une brochure intitulée Lettres d’un négociant sur le commerce des blés, dans laquelle la doctrine physiocratique était exposée et défendue avec vigueur et talent. L’auteur est approché par les disciples de Quesnay, et rejoint le mouvement. Il publie ensuite des Réflexions sur la police des grains en Angleterre et en France (1764), et un autre opuscule, l’année suivante, traitant des Effets d’un privilège exclusif en matière de commerce sur les droits de propriété.
En avril 1768, continuant inlassablement sur le même sujet, il met en vente une petite brochure intitulée Faits qui ont influé sur la cherté des Grains, en France et en Angleterre. Très bien accueillie par l’école physiocratique de Quesnay, on en lut des commentaires très élogieux dans les Éphémérides du citoyen. À peine ce premier succès est-il consommé qu’on annonce déjà son nouveau livre, des Principes sur le commerce des grains :« On nous annonce un autre Ouvrage sur le même sujet, et du même Auteur, pût-on lire à l’époque dans les Éphémérides. Les talents, la lumière et la sagesse qu’il a déployés dans un grand nombre d’Écrits économiques, qui sont distingués par leur lucidité, garantissent d’avance le mérite et le succès de celui qu’il va donner au public. »
En septembre 1768, Étienne Maynon d’Invault est nommé Contrôleur général des finances, en remplacement de L’Averdy. Physiocrate convaincu, il demande à trois économistes, l’abbé Morellet, Dupont de Nemours, et Louis-Paul Abeille, de l’épauler en tant que conseillers, et de participer à des réunions hebdomadaires, tous les jeudis soir, « pour causer d’économie politique ». Le ministre, en témoignage de l’estime qu’il porte à ce brillant économiste, nomme Abeille secrétaire du Bureau du commerce par arrêt du 19 décembre 1768.
En 1769, pour protéger sa nouvelle carrière dans l’administration, et par fatigue devant les tendances de plus en plus sectaires de l’école de Quesnay, Abeille décide de se séparer d’eux. Il envoie deux lettres à Dupont de Nemours, leur principal leader, pour demander qu’il ne soit plus considéré comme faisant partie de leur mouvement. Dans sa « Notice abrégée sur les économistes », Dupont de Nemours écrit : « Nous nous voyons à notre grand regret obligés de passer sous silence les écrits d’un seul auteur, auteur connu et recommandable, qui l’a exigé de nous avec les plus fortes instances à deux reprises par deux lettres différentes qu’il a pris la peine de nous écrire, et malgré tout ce que nous avons pu lui représenter. Cet auteur n’a pas daigné nous faire part de ses motifs : nous ignorons si ses opinions sur les matières économiques ont changé, s’il désapprouve aujourd’hui les principes exposés dans ses ouvrages, s’il voudrait les désavouer. » Par la suite, Abeille défendra Necker dans sa controverse avec Dupont de Nemours.
Il est anobli et revêt le titre noble d'écuyer par lettres patentes du Roi Louis XVI en date du 13 janvier 1787 et reprend les armes antiques des "Abeille" qui sont d'azur à trois abeilles d'or.
Louis-Paul Abeille est mort à Paris, en 1807.

## Publications
- 1750 : Table raisonné des registres du Parlement depuis sa création jusqu'en 1750, archives du Palais
- 1758 : L’Amour et Psyché (attribué), livret d’opéra (lire en ligne)
- 1763 : Lettre d’un négociant sur la nature du commerce des grains (lire en ligne)
- 1764 : Réflexions sur la police des grains en France et en Angleterre (lire en ligne)
- 1768 : Principes sur la liberté du commerce des grains (lire en ligne), (réédition Institut Coppet, 2014)
- 1768 : Faits qui ont influé sur la cherté des grains en France & en Angleterre (lire en ligne)
- 1783 : LivreLettre sur les découvertes de M. Didot l'aîné (lire en ligne)
- 1789 : Mémoire présenté par la Société royale d'agriculture à l'Assemblée nationale, le 24 octobre 1789 , sur les abus qui s'opposent aux progrès de l'agriculture, & sur les encouragemens qu'il est nécessaire d'accorder à ce premier des arts (lire en ligne)
- 1790 : Observations de la société d’agriculture de Paris sur l’uniformité des poids et mesures (lire en ligne)